# Luigi Benevelli
Luigi Benevelli (Bozzolo, 2 aprile 1942) è un politico e medico italiano.

## Biografia
Medico psichiatra, a Mantova è stato fra i protagonisti del movimento dei diritti civili per i portatori di handicap e della costruzione del servizio sanitario nazionale.
Consigliere comunale di Mantova dal 1975 al 1985, riceve anche la delega come assessore all'Infanzia. Viene eletto alla Camera dei deputati nelle file del PCI nel 1983 e viene riconfermato anche dopo le elezioni del 1987. In seguito alla svolta della Bolognina, aderisce al Partito Democratico della Sinistra.
Terminata l'esperienza parlamentare rientra in servizio nell’Unità Operativa di psichiatria di Mantova, lavorando per l'attuazione e lo sviluppo di progetti di riabilitazione dei pazienti psichiatrici e della chiusura dei manicomi.
Negli anni insegna nel corso di Psicologia Sociale presso la Scuola superiore di servizio sociale di Verona e anche Psichiatria nel Corso di laurea in Educazione professionale dell'Università di Brescia.
Dal 2013 è presidente dell'ANPI provinciale di Mantova.